# 마르시우 웬세즐라우
마르시우 웬세즐라우 페헤이라(브라질 포르투갈어: Márcio Wenceslau Ferreira, 1980년 3월 20일~)는 브라질의 태권도 선수이다. 2008년 하계 올림픽에 남자 밴텀급에 참가했으며 세계 태권도 선수권 대회에서 은메달 1개, 팬아메리칸 게임에서 은메달 1개, 동메달 1개를 획득했다.

## 개인사
동생인 마르세우 웬세즐라우 또한 태권도 선수로 활동했다.